# Panargenspitze
La Panargenspitze est une montagne qui s’élève à 3 117 m d’altitude dans les Hohe Tauern, en Autriche.